# Terralonus mylothrus
Espèce
Synonymes
- Dendryphantes mylothrus Chamberlin, 1925

Terralonus mylothrus est une espèce d'araignées aranéomorphes de la famille des Salticidae.

## Distribution
Cette espèce est endémique d'Utah aux États-Unis,.

## Description
Le mâle holotype mesure 5,5 mm.

## Publication originale
- Chamberlin, 1925 : New North American spiders. Proceedings of the California Academy of Sciences, sér. 4, vol. 14, p. 105-142 (texte intégral).